# باخرة مراكش
باخرة مراكش هي عبّارة تم بناؤها سنة 1986 بواسطة شانتيي دو لاتلونتيك في سان نازير لصالح الشركة المغربية للملاحة البحرية. تم إطلاقها في 23 نوفمبر 1985 ودخلت الخدمة في 21 مايو 1986 بين طنجة وسيت بفرنسا. في يناير 2013، تم احتجازها في سيت على إثر إفلاس الشركة المغربية للملاحة البحرية، التي تم احتجاز "بني نصار" التابع لها أيضا في نفس الميناء. وفي 11 مارس، تم بيعها بالمزاد العلني لشركة برودومو (Prodomo) بالدار البيضاء، وإعادتها إلى الدار البيضاء، ومغادرة الميناء في 14 مايو التالي.
اشتهرت هذه الباخرة بنقلها للملك الحسن الثاني لعدد من الدول العربية المجاورة مثل ليبيا والجزائر، إذ كان يلجأ إليها خلال زياراته الرسمية لها.

## تاريخ
تم بناء باخرة مراكش عام 1986 في شانتيي دو لاتلونتيك لصالح شانتيي دو لاتلونتيك.
"سفينة القائد" التابعة للشركة، على متنها كان ملك المغرب الحسن الثاني يقوم برحلاته.
وفي 23 سبتمبر 1997، اصطدمت بالسفينة (Banasa) بطنجة.
وفي يناير 2013، تم الحجز عليها في سيت إلى جانب الباخرتين "بلادي" و"بني نصار" بعد إفلاس الشركة المغربية للملاحة البحرية وشركتها الأم كوماريت.

وفي 7 أبريل 2014، تم بيعها في مزاد علني لشركة برودومو بالدار البيضاء مقابل مليون و240 ألف يورو، وغادرت الميناء في 14 مايو التالي، وتوجهت إلى الدار البيضاء، حيث تم إيقاف تشغيلها حاليا.

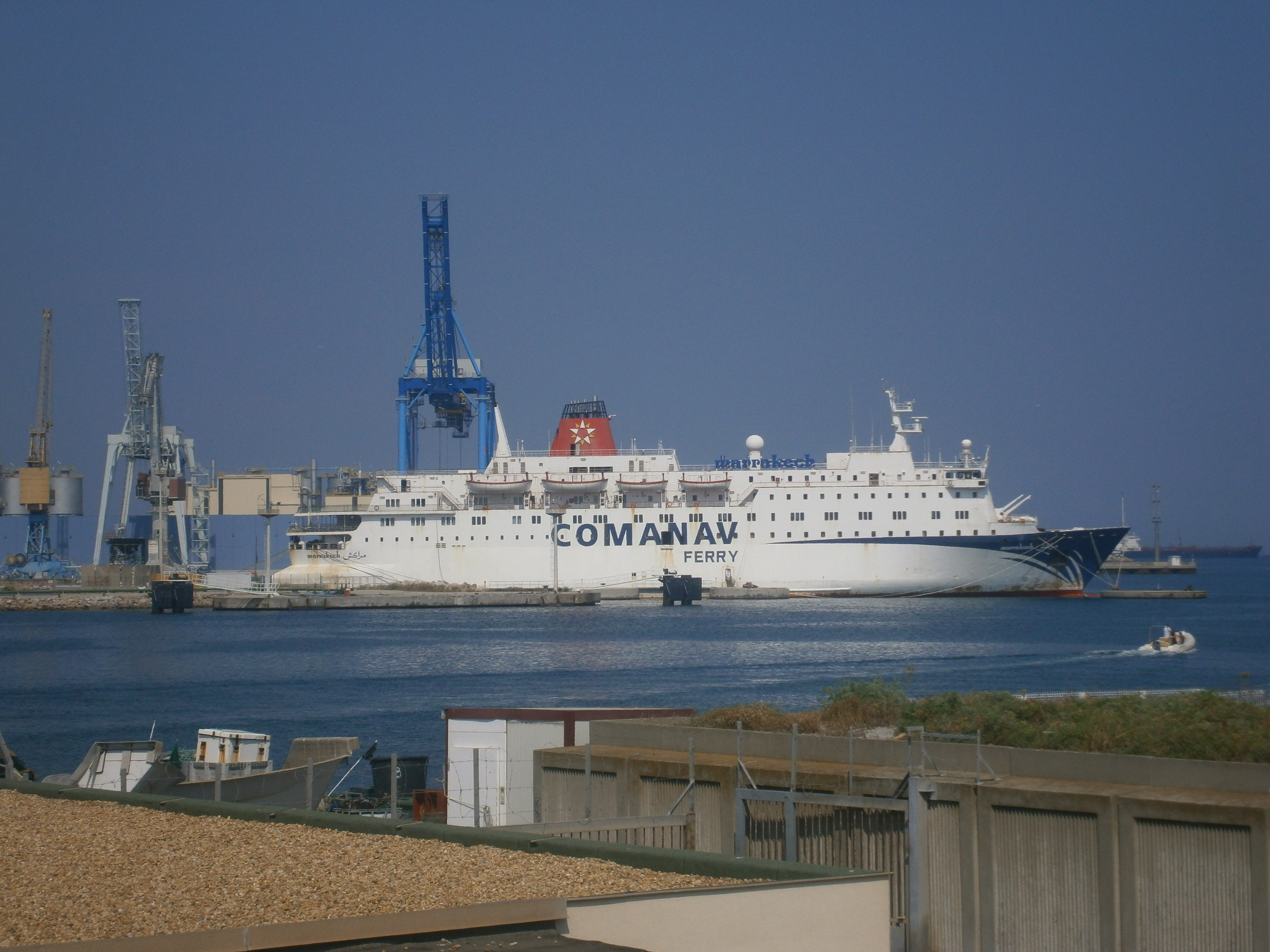
احتجاز سفينة مراكش في سيتفي يوليو 2013.
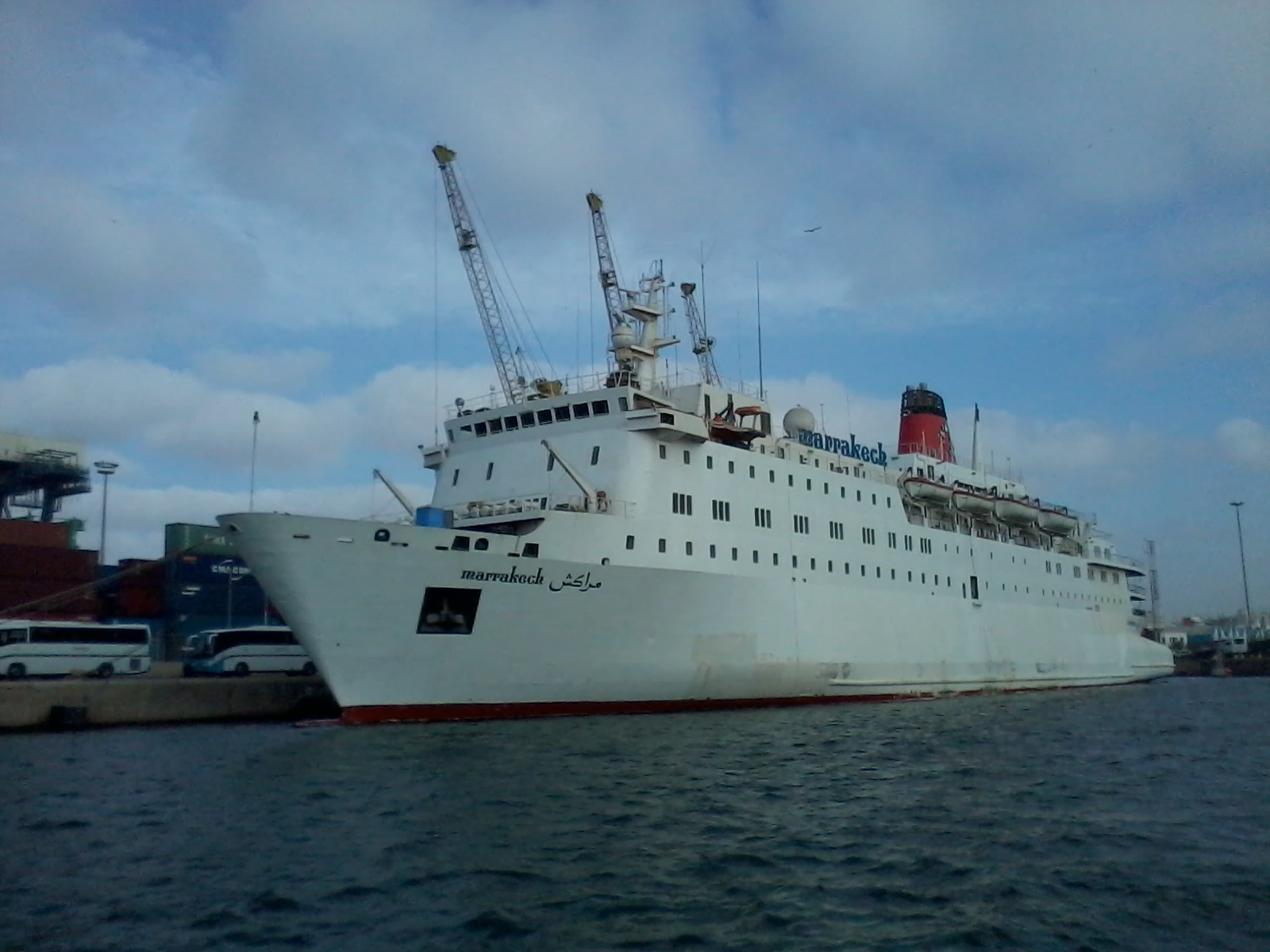
سفينة مراكش في الدار البيضاء في أبريل 2017.

## انر أيضا
- الشركة المغربية للملاحة البحرية

## روابط خارجية
- "Marrakech  Ro-Ro/Passenger Ship". MarineTraffic. اطلع عليه بتاريخ 18 juin 2015. {{استشهاد ويب}}: تحقق من التاريخ في: |تاريخ الوصول= (مساعدة)
- "M/F Marrakech". The ferry site. اطلع عليه بتاريخ 18 juin 2015. {{استشهاد ويب}}: تحقق من التاريخ في: |تاريخ الوصول= (مساعدة)
- "M/S MARRAKECH". Fakta om Fartyg. اطلع عليه بتاريخ 18 juin 2015. {{استشهاد ويب}}: تحقق من التاريخ في: |تاريخ الوصول= (مساعدة)
- "Photo search results". Shipspotting. اطلع عليه بتاريخ 18 juin 2015. {{استشهاد ويب}}: تحقق من التاريخ في: |تاريخ الوصول= (مساعدة)